# Вакцинація проти COVID-19 у Чаді
Вакцинація проти COVID-19 у Чаді — це кампанія масової імунізації населення Чаду проти COVID-19 під час пандемії коронавірусної хвороби. Чад розпочав свою програму вакцинації 4 червня 2021 року, спочатку після отримання 200 тисяч доз вакцини «Sinopharm BIBP», подарованої Китаєм. Станом на 10 червня 2021 року в країні було введено 5324 дози вакцини.

## Хронологія
Щеплення почалися 4 червня 2021 року, спочатку з 200 тисяч доз вакцини Sinopharm BIBP, наданих Китаєм. До кінця місяця введено 11390 доз.
До кінця липня 2021 року введено 26511 доз.
До кінця серпня 2021 року введено 51697 доз.
До кінця серпня 2021 року введено 130369 доз.
До кінця жовтня 2021 року було введено 224180 доз, лише 1 % цільового населення було повністю вакциновано.
До кінця листопада 2021 року було введено 258618 доз, лише 1 % цільового населення було повністю вакциновано.
До кінця грудня 2021 року було введено 330522 дози, лише 1 % цільового населення було повністю вакциновано.
До кінця січня 2022 року було введено 392157 доз, лише 2 % цільового населення були повністю вакциновані.
До кінця лютого 2022 року введено 412309 доз, повністю вакциновано 147640 осіб.
До кінця березня 2022 року було введено 1640446 доз, а повністю вакциновано 755755 осіб.
До кінця квітня 2022 року було введено 2347168 доз, а повністю вакциновано 2087559 осіб.